# Californische grizzlybeer
De Californische grizzlybeer (Ursus arctos californicus) is een ondersoort van de bruine beer die in Californië leefde en is uitgestorven. Naar verluidt werd de laatste beer gezien in 1924, waarna er nooit meer sporen van de beer zijn gezien.
De beer is nog steeds het officiële staatsdier van Californië, waardoor de beer nog vaak is te zien op postzegels. Ook op de vlag van Californië staat een afbeelding van de berensoort.
In Californië komen nog wel Amerikaanse zwarte beren voor.